# Strümpfelbrunn
Strümpfelbrunn ist als Sitz der Gemeindeverwaltung der Hauptort der Gemeinde Waldbrunn im Neckar-Odenwald-Kreis in Baden-Württemberg.

## Geographische Lage
Strümpfelbrunn liegt im südöstlichen Teil des Odenwalds in dessen Buntsandstein-Gebiet auf dem Winterhauch, einer langgezogenen Hochfläche, die 2,7 km weiter westlich in dem höchsten Berg des Odenwalds gipfelt, dem Katzenbuckel (626,8 m). Die Kreisstadt Mosbach ist 13 km weiter südlich gelegen und die Stadt Eberbach liegt sechs Kilometer entfernt im Westen.
Umgeben ist Strümpfelbrunn von den Ortsteilen Waldkatzenbach im Westen, Oberdielbach im Südwesten, Schollbrunn im Süden, Weisbach im Südosten und Mülben im Osten. Die Gemarkung umfasst 793 Hektar, von denen 483 Hektar bewaldet sind.
Etwa drei Kilometer nördlich im Wald in unmittelbarer Nähe zum ehemaligen Jagdschloss Max-Wilhelmshöhe, gerade noch auf Strümpfelbrunner Gemarkung, sind noch geringe Reste des Weilers Oberferdinandsdorf, der in der Mitte des 19. Jahrhunderts wüstgefallen ist, zu finden.

## Geschichte

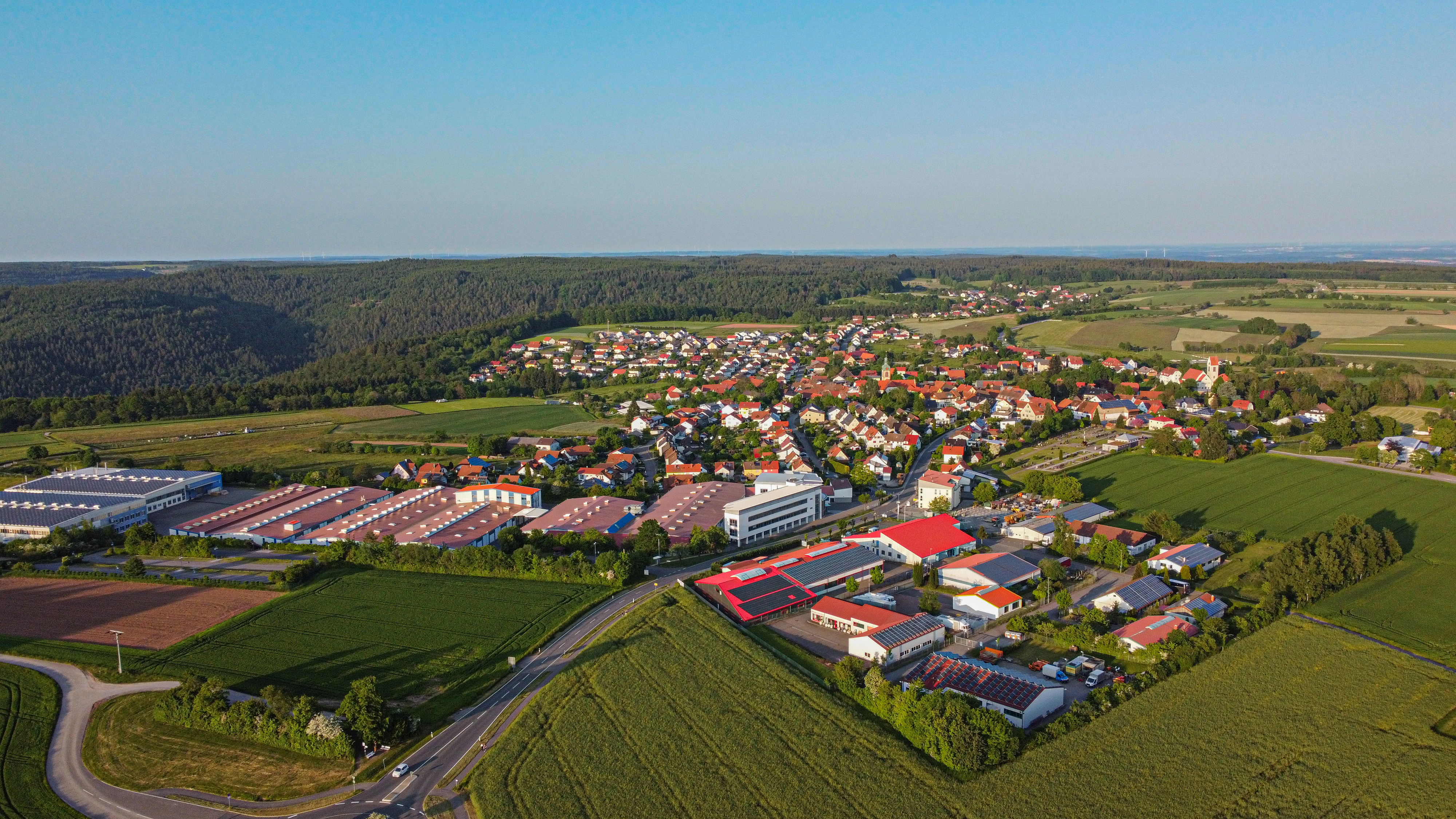
Blick über Strümpfelbrunn

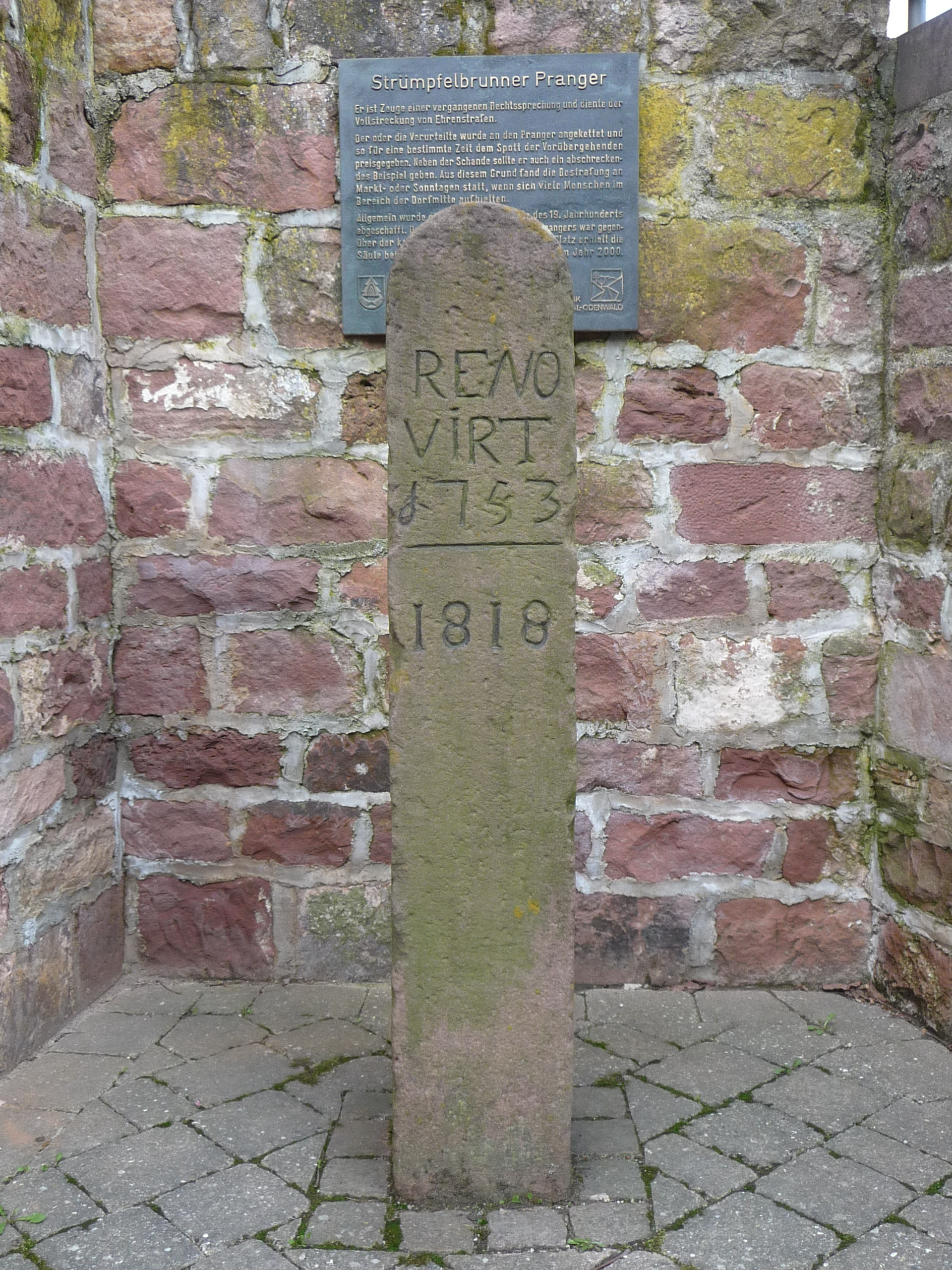
Pranger in Strümpfelbrunn

Das Bestehen von Strümpfelbrunn lässt sich bis 1342 als Strüphilburnen urkundlich zurückverfolgen als Hauptort der Herrschaft Zwingenberg. 1521 verlieh Kaiser Karl V. dem Ort das Privileg zur Abhaltung eines Jahrmarktes. Die Alte Marktstraße erinnert mit ihrem Namen noch an dieses Recht.
Nach dem Dreißigjährigen Krieg waren zehn von 26 Häusern abgebrannt. Von der Höchstzahl von 73 Juden in 27 Familien im Jahr 1860 nahm die Zahl ab auf fünf jüdische Familien im November 1938, zur Zeit der Reichspogromnacht. Diese wanderten aus oder wurden in Vernichtungslagern ermordet.
Am 1. Januar 1973 bildete Strümpfelbrunn mit vier weiteren Gemeinden die neue Gemeinde Waldbrunn.

## Verkehr
Über den Winterhauch und damit durch Strümpfelbrunn führt die Landesstraße L 524 von Eberbach nach Mudau.

## Söhne und Töchter der Stadt
- Theodor Leutwein (1849–1921), Gouverneur von Deutsch-Südwestafrika bis 1905